# ادوبی ایر
ادوبی ایر (به انگلیسی: Adobe Air) یک بسته برای اجرای فلش، اکشن اسکریپت، فایل‌های Html و کدهای جاوا است به شکلی که به عنوان یک برنامه تحت دسکتاپ اجرا شوند. ادوبی ایر به عنوان یک Runtime که فاقد وابستگی به مرورگر است، به اجرای برنامه‌ها ی غنی اینترنتی بر روی دسکتاپ کمک می‌کند. اجرای برنامه‌های اینترنتی بر روی دسکتاپ و وب، مزایا و معایبی دارند. به‌طور مثال برنامه‌های اینترنتی تحت مرورگر نیازی به نصب ندارند در حالی که نرم‌افزارهای ایر نیاز به تهیه فایل نصب، مجوز و سیستم فایل دارند. البته در نقطه مقابل آن مزیت بزرگ نرم‌افزارهای ایر دسترسی به سیستم فایل کاربر است. در نرم افزای‌های غنی اینترنتی که بر روی مرورگر کار می‌کنند شما غالباً فایل‌ها را بر روی سرور ذخیره می‌کنید ولی در اینجا دسترسی به سیستم فایل کاربر محدودیت‌های شما را در ذخیره‌سازی اطلاعات و خواندن آن‌ها از میان برمی‌دارد که این امر انعطاف بیشتری برای نرم‌افزارهای شما به همراه دارد.
برنامه‌های ادوبی ایر می‌توانند به‌طور کامل توسط جاوا اسکریپت نوشته شوند. هر چند برخی از امکانات که با اکشن اسکریپت در دسترس می‌باشد در اختیار جاوا اسکریپت نیست.
ادوبی ایر به چهار طریق می‌توانند با پایگاه داده‌ها ارتباط برقرار کند:
- دیتابیس مستقر بر روی سرور
- فایل محلی XML
- پایگاه داده محلی SQLLite
- پایگاه داده رمز نگاری شده ایجاد شده توسط خود ایر[۵][۶]

در فوریه سال ۲۰۰۹، ادوبی، ادعایی مبنی بر نصب ۱۰۰ میلیون نسخه از نرم‌افزار ایر بر روی سیستم‌های کاربران در سراسر جهان را کرد.

## آخرین نسخه
تا تاریخ ۲۳ آگست ۲۰۱۸ آخرین نسخه ی ارائه شده ه نسخه ی ۳۰.۰.۰ می باشد.
تقریباً هر ۲ ماه یک نسخه جدید ارائه می شود